# Enriqueta Basilio
Norma Enriqueta Basilio Sotelo, även känd som endast Enriqueta Basilio eller Queta Basilio, född 15 juli 1948 i Mexicali i Baja California, död 26 oktober 2019 i Mexico City, var en mexikansk friidrottare. Hon blev historisk när hon som första kvinna tände den olympiska elden under de Olympiska sommarspelen i Mexico City den 12 oktober 1968.
Basilio var mexikansk mästare på 80 meter häcklöpning och kom på sjunde plats under de Panamerikanska spelen 1967. Under de Olympiska sommarspelen i Mexico City 1968 blev hon utslagen i försöksheaten på 400 meter, 80 meter häcklöpning samt på 4 × 100 meter. Hon var även fackelbärare 2004 när den olympiska elden passerade Mexico City på sin väg till de olympiska sommarspelen i Aten.
Hon var också federal parlamentsledamot för PRI mellan 2000 och 2003.